# Dallol Bosso
Il Dallol Bosso è uno wadi lungo 350 chilometri nella parte occidentale del Niger. Corre dal confine con il Mali, a nord, fino a quello con il Benin, a sud, dove confluisce nel fiume Niger.

## Corso
Il wadi trae origine nell'intricato sistema fluviale dell'Azawagh nella regione di Gao nel Mali e assume il nome di Dallol Bosso una volta entrato in Niger. Dallol è una parola di lingua fulfulde che significa «valle». In Niger vi sono molti altri Dallol, tra cui il Dallol Foga e il Dallol Maouri più ad est.
Il Dallol Bosso corre inizialmente nel dipartimento nigerino di Filingué attraverso i comuni di Abala, Filingué, Kourfeye Centre, Imanan, Tondikandia e Tagazar, dove riceve una valle laterale proveniente da Banibangou. Dopo Tagazar, il wadi raggiunge il dipartimento di Boboye. Il nome Boboye è un termine di lingua zarma che significa anch'esso «valle» ed è un altro appellativo con cui viene chiamato il Dallol Bosso. Dopo i comuni di Koygolo, Kiota, Harikanassou e N'Gonga, il Dallol Bosso raggiunge Birni N'Gaouré, il capoluogo del dipartimento di Boboye. Attraversa quindi i comuni di Fabidji, Guilladjé e Falmey, dove confluisce nel fiume Niger presso il villaggio di Boumba, di fronte al confine con il Benin.
Lungo il suo percorso, il Dallol Bosso attraversa due regioni geografiche principali: il Sahel e il Sudan.

## Territorio
I terreni alluvionali del fondovalle sono ricchi di limo e materiale organico. La falda freatica è relativamente superficiale e pertanto vi sono buone condizioni per l'agricoltura irrigua. Ai piedi degli altopiani che cingono entrambi i lati del Dallol vi sono terreni di silt e argilla soggetti all'erosione da parte di vento e acqua. Sugli altopiani stessi vengono coltivati cereali.
Nel Dallol Bosso la densità di popolazione è elevata rispetto a quella dell'area circostante e supera i 100 abitanti per chilometro quadrato. Con una densità così elevata, spesso sorgono conflitti riguardanti l'utilizzo delle terre. La valle è una tradizionale zona di insediamento dei fulbe, che condividono l'area con altri gruppi etnici quali tuareg e zarma.
Il Dallol Bosso è un'area Ramsar dal 2004. Questa si estende su una superficie di 376 162 ettari ed è la seconda per dimensioni delle dodici aree Ramsar del Niger dopo quella delle gueltas e delle oasi dell'Aïr.

Produzione tradizionale di adobe nel Dallol Bosso
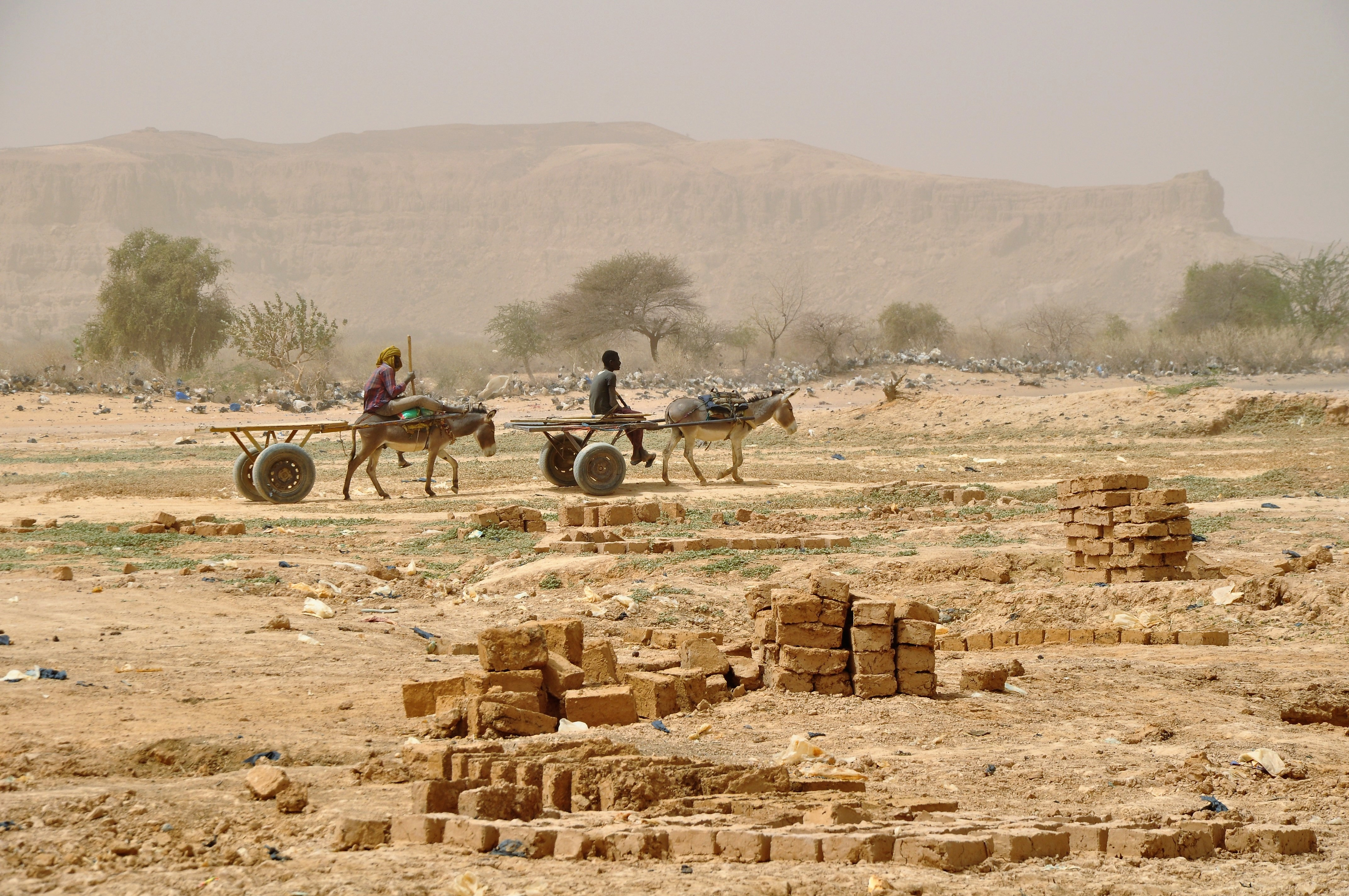
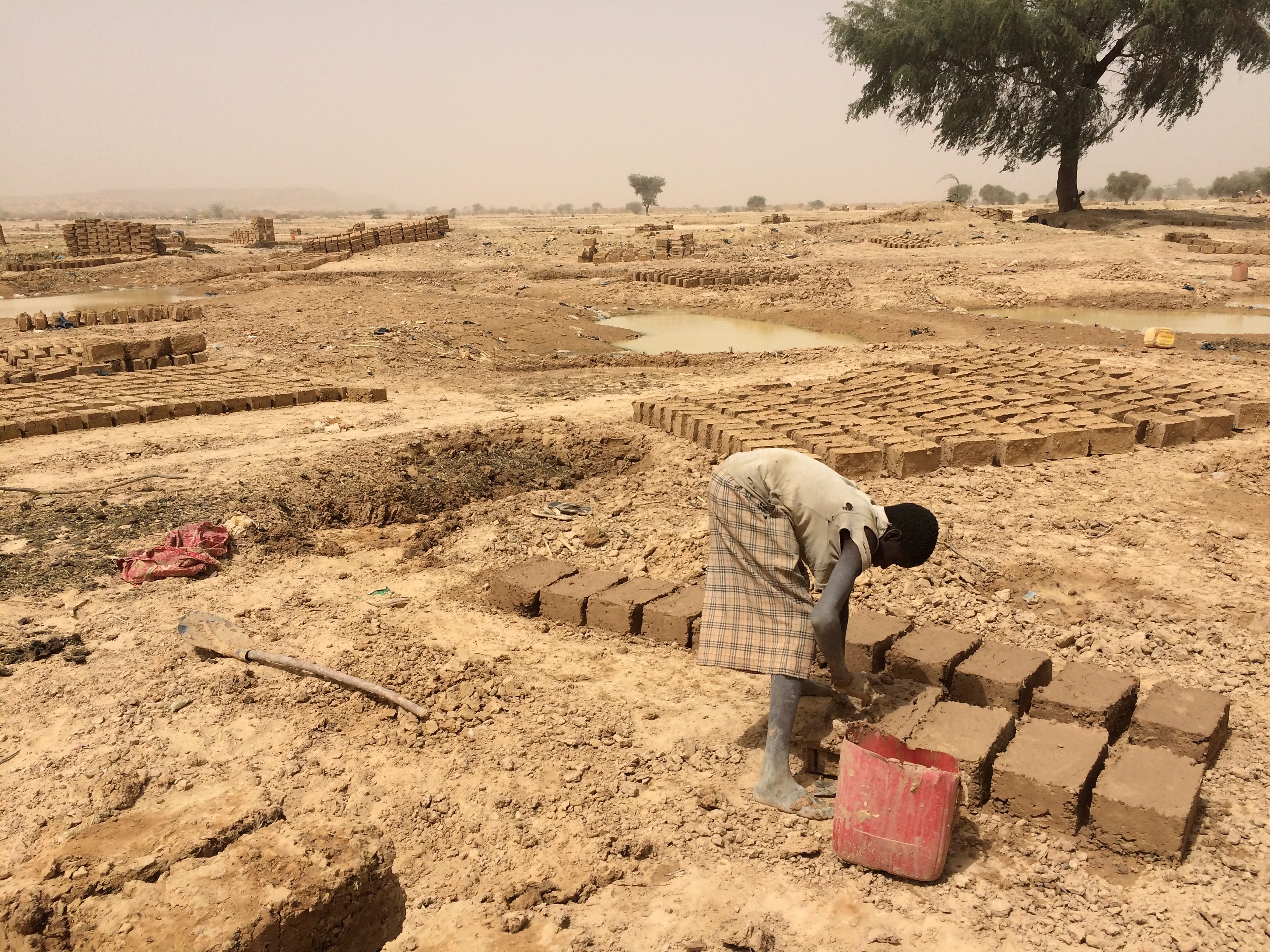
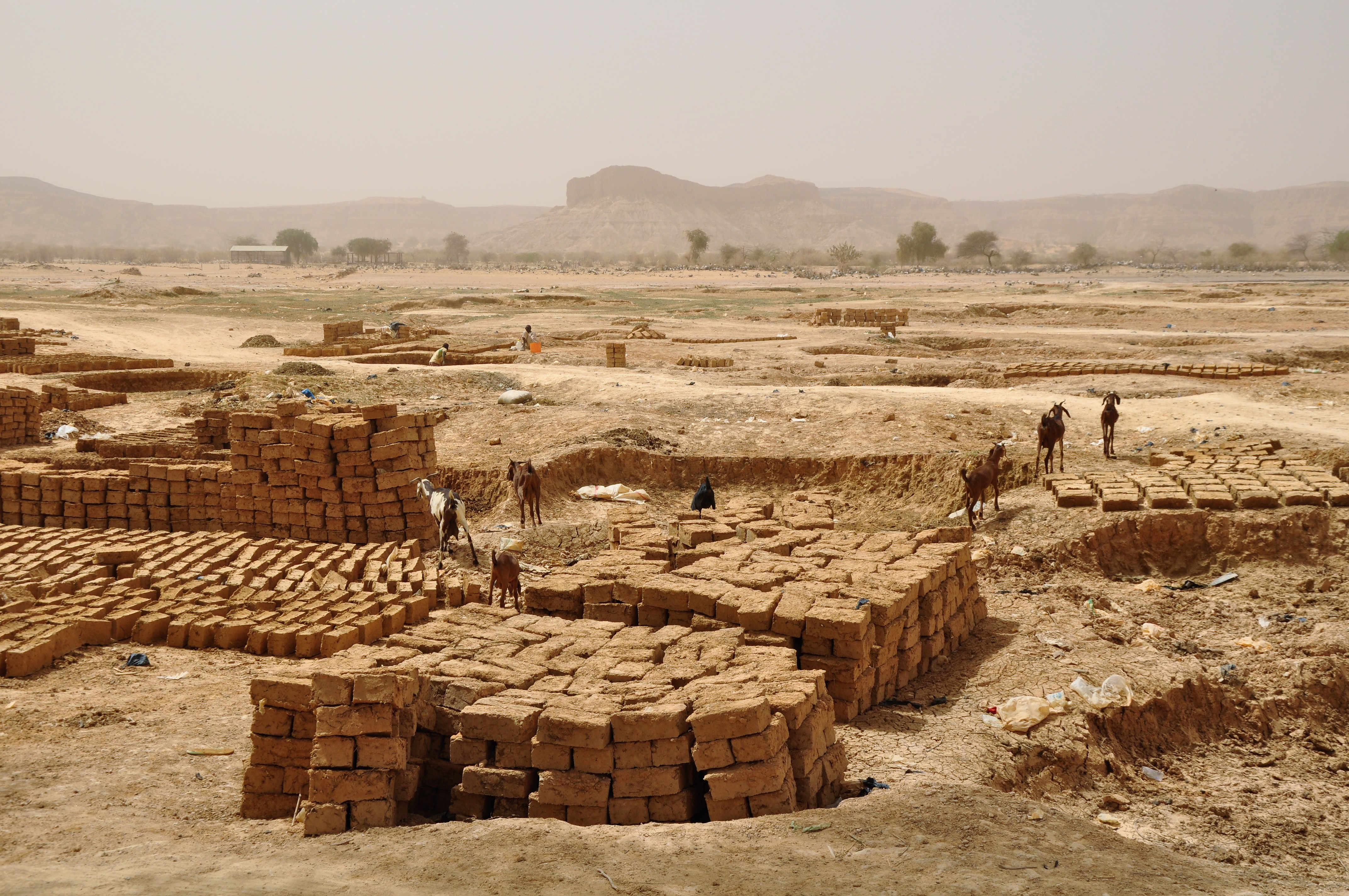
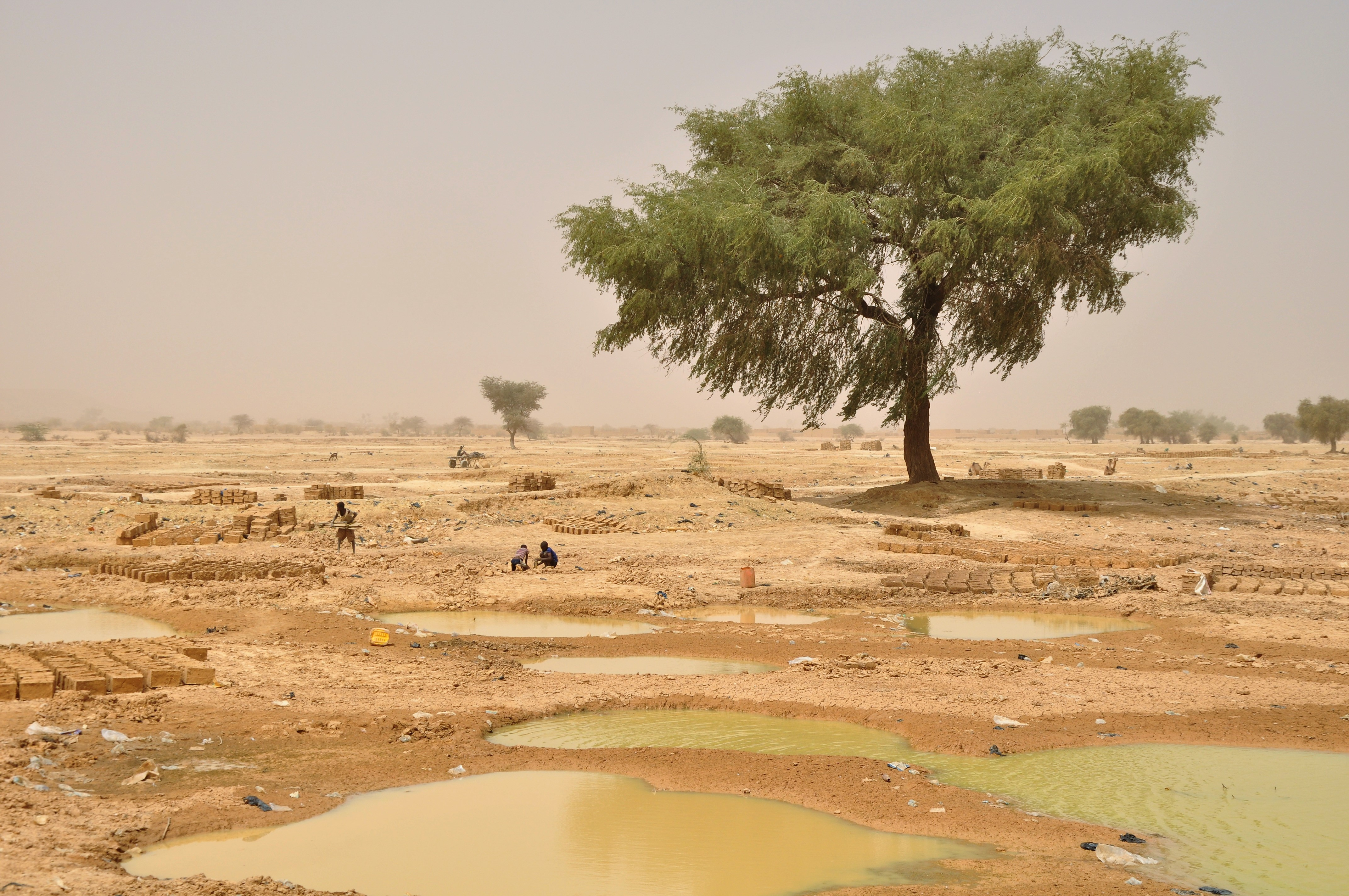
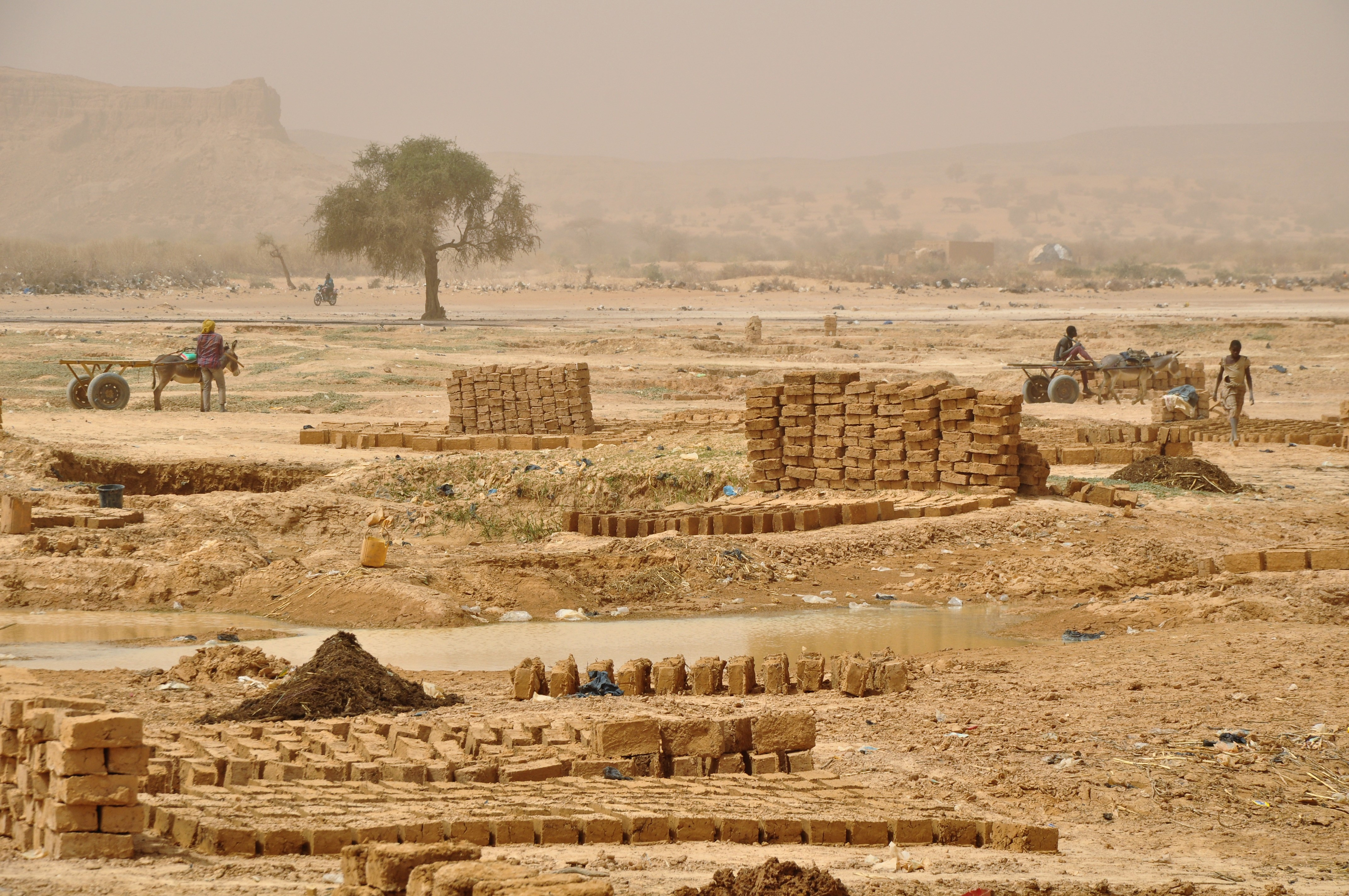